# Józef Dąbrowski (prawnik)
Józef Dąbrowski (ur. 2 stycznia 1876 w Radomiu, zm. 13 marca 1926 w Warszawie) – pułkownik Korpusu Sądowego Wojska Polskiego, prawnik, adwokat, literat, publicysta i działacz społeczny, wolnomularz, przywódca Ligi Państwowości Polskiej.

## Życiorys
Urodził się w rodzinie Leopolda (1840–1918) i Gabrieli z Żejmów (1852–1921). Był starszym bratem Mariana, żonatego z pisarką Marią Dąbrowską oraz Wacława, mikrobiologa. Odbył studia w Warszawie i Krakowie. Brał udział w życiu publicznym byłego Królestwa Polskiego jako polityk obozu lewicowo-niepodległościowego, prelegent i publicysta.
W latach 1897–1904 był członkiem Polskiej Partii Socjalistycznej, korespondentem warszawskim „Przedświtu”, następnie nauczycielem w Kaliskiej Szkole Handlowej. W latach 1908–1914 był członkiem zarządu oddziału Polskiego Towarzystwa Krajoznawczego w Kaliszu. 
Od 1919 był sędzią wojskowym i organizatorem sądownictwa wojskowego. 26 marca 1921 roku został zatwierdzony z dniem 1 kwietnia 1920 roku w stopniu pułkownika Korpusu Sądowego, w grupie oficerów byłych Legionów Polskich. 3 maja 1922 roku został zweryfikowany w stopniu pułkownika ze starszeństwem z dniem 1 czerwca 1919 roku i 17. lokatą w korpusie oficerów sądowych.
26 listopada 1925 roku Prezydent RP zwolnił go ze stanowiska sędziego Najwyższego Sądu Wojskowego, a minister spraw wojskowych mianował szefem Wydziału Wyznań Niekatolickich Ministerstwa Spraw Wojskowych.

Pod pseudonimem „J. Grabiec” ogłosił szereg prac publicystycznych i historycznych, z których najważniejsze to:
- Dzieje narodu polskiego (1909),
- Rok 1863 (1912),
- Dzieje współczesne (2 t., 1919),
- Ostatni szlachcic (2 t., 1923),
- Czerwona Warszawa (1925).

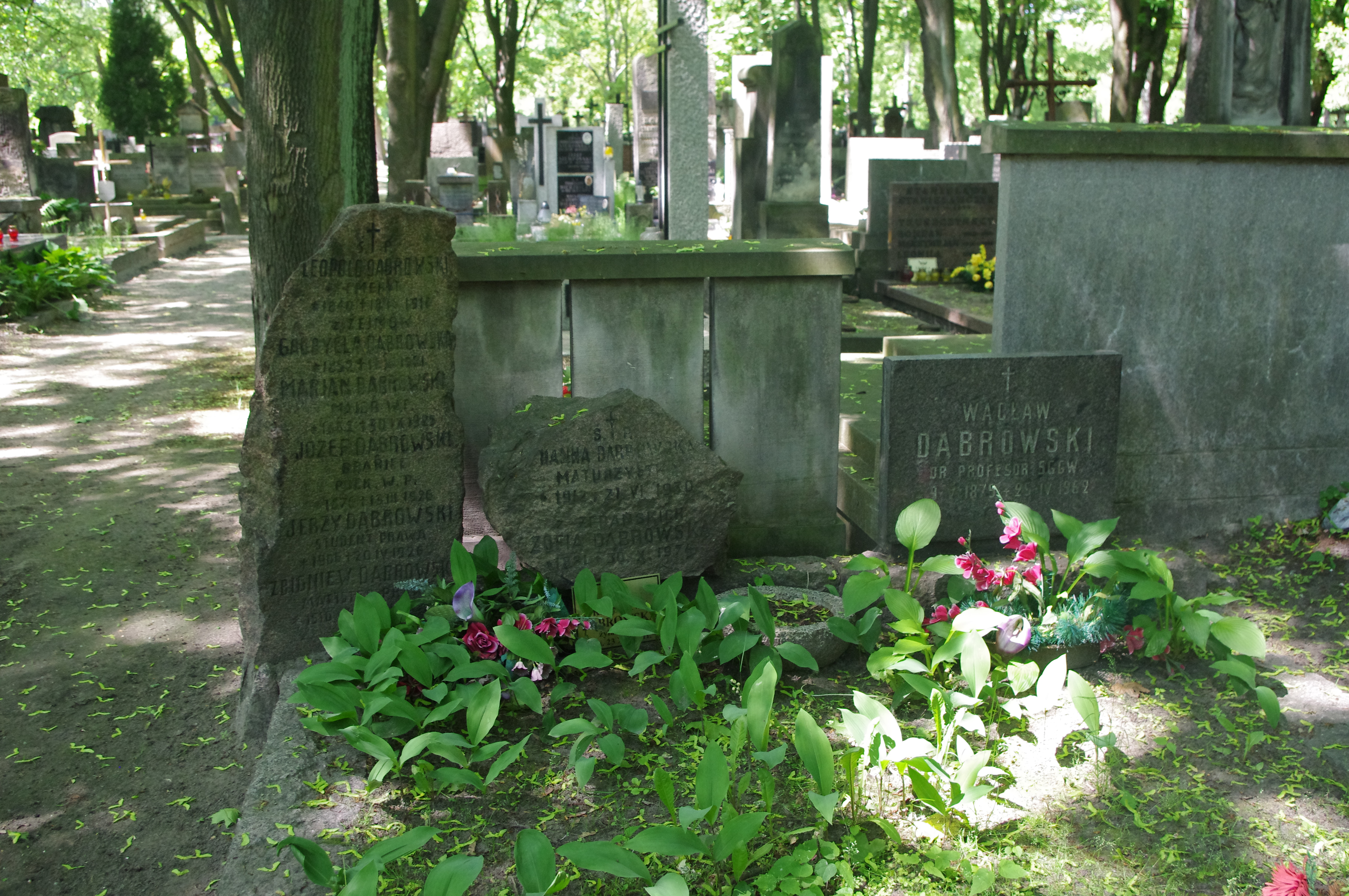
Grobowiec rodzinny na cmentarzu Powązkowskim w Warszawie

Był mężem Zofii z Żerańskich (1881–1974), z którą miał dwie córki.
Pochowany na cmentarzu Powązkowskim (kwatera 213-1-27,28).

## Ordery i odznaczenia
- Złoty Krzyż Zasługi (29 kwietnia 1925)[9]|  | Zobacz teksty Józefa Dąbrowskiego w Wikiźródłach |